# Phylloporia (dieren)
Phylloporia is een geslacht van vlinders behorend tot de familie Incurvariidae (witvlekmotten). 

## Soorten
- Bandwitvlekmot (Phylloporia bistrigella)
- Phylloporia latipennella